# بارم (عشر ستاق)
بارم (بالفارسية: پارم) هي قرية تقع في إيران في قسم عشر ستاق الريفي. يقدر عدد سكانها بـ 359 نسمة بحسب إحصاء 2016.